# Afghanistan Badminton Federation
Die Afghanistan Badminton Federation ist die oberste nationale administrative Organisation in der Sportart Badminton in Afghanistan. Sitz des Verbandes ist Kabul.

## Geschichte
Der Verband wurde unter dem Banner des Afghanistan National Olympic Committee 1974 ins Leben gerufen. 1986 wurde er offiziell als eigenständiger Verband gegründet. Durch den Afghanistan-Krieg wurden die Aktivitäten des Verbandes gestoppt. 2002 wurde der Verband wieder zum Leben erweckt. Der Verband ist Mitglied der Badminton World Federation, der Badminton Asia Confederation und des Afghanistan National Olympic Committee. Der Verband wird durch die afghanische Badmintonnationalmannschaft repräsentiert.

## Persönlichkeiten
- Mastoora Arezoo, Präsidentin
- Adineh Sangin, Gründungspräsident
- Seyyed Gol Zohuri, ehemaliger Präsident